# Route nationale d'intérêt local
Een route nationale d'intérêt local (Nationale weg van lokaal belang) of RNIL is een wegtype in Frankrijk dat is ontstaat bij de declassificeringen van 2006. Door een wet in eind 2005, werden alle nationale wegen die geen belang meer hadden voor het doorgaande verkeer overgedragen aan de departementen. Dit kon gebeuren, als er een autosnelweg parallel aan de nationale weg liep of als er in een gebied veel nationale wegen lagen. 
De overgedragen wegen behielden in eerste instantie hun oude nummer en werden zo een route nationale d'intérêt local. Het was de bedoeling dat de departementen de wegen in hun eigen nummeringsysteem zouden opnemen, waardoor de wegen volwaardige routes départementales zouden worden. In bijna alle gevallen is dat inmiddels gebeurd. In 2011 paste Saône-et-Loire als een-na-laatste departement de nummers aan. Alleen in Seine-Saint-Denis bestaan nog alle RNIL's. In andere departementen, zoals Essonne, komen RNIL's sporadisch ook nog voor.

## Lijst
| Nummer | Departement       | Route                                                                                  |
| ------ | ----------------- | -------------------------------------------------------------------------------------- |
| 1      | Seine-Saint-Denis | Parijs - Saint-Denis - Val-d'Oise                                                      |
| 2      | Seine-Saint-Denis | Parijs - Aubervilliers - Aulnay-sous-Bois                                              |
| 3      | Seine-Saint-Denis | - Parijs - Pantin - Bobigny - A3 - Bondy - Seine-et-Marne                              |
| 7      | Essonne           | Luchthaven Orly - Savigny-sur-Orge - Évry - Corbeil-Essonnes - Seine-et-Marne          |
| 14     | Seine-Saint-Denis | A86 - Saint-Denis - Épinay-sur-Seine - Val-d'Oise                                      |
| 16     | Seine-Saint-Denis | Pierrefitte-sur-Seine - Val-d'Oise                                                     |
| 17     | Seine-Saint-Denis | Le Bourget - Val-d'Oise                                                                |
| 20     | Essonne           | Hauts-de-Seine - Massy - Étampes - Angerville - Eure-et-Loir                           |
| 214    | Seine-Saint-Denis | Épinay-sur-Seine - Saint-Denis                                                         |
| 301    | Seine-Saint-Denis | - Parijs - Aubervilliers - La Courneuve - Saint-Denis - Stains - Pierrefitte-sur-Seine |
| 302    | Seine-Saint-Denis | Parijs - Montreuil - Rosny-sous-Bois - Gagny                                           |
| 303    | Seine-Saint-Denis | Val-de-Marne - Noisy-le-Grand - Seine-et-Marne                                         |
| 410    | Seine-Saint-Denis | A86 - Saint-Denis                                                                      |
| 412    | Seine-Saint-Denis | RNIL 412 - Saint-Denis - RNIL 1                                                        |